# Kimberleyeleotris notata
Kimberleyeleotris notata là một loài cá thuộc họ Cá bống đen. Nó là loài đặc hữu của Úc.